# Macizo Armoricano
El macizo Armoricano (del francés: massif armoricain) es una antigua cadena de montañas situada al oeste de Europa cuya parte principal (parte de la antigua Armórica) corresponde a Bretaña y a los relieves de Mayenne, en Francia. Surgido en la era Paleozoico durante la orogenia varisca y, a la inversa que el macizo Central, fue poco afectada por la orogenia alpina. No obstante, se levantó, junto con la cordillera Cantábrica, tras la apertura del golfo de Vizcaya del que es, junto con la cadena Cantábrica, el respaldo.
Aunque raramente alcanza los 400 metros de altitud (417 metros en el monte de los Avaloirs, en Mayenne) debe estar clasificado, sin embargo, entre los macizos montañosos, tanto por la naturaleza de sus suelos como por sus paisajes escarpados.

## Armórica

### Geología
Se pueden distinguir dos regiones diferentes en Armórica: el dominio caledoniano (periodo de formación de los relieves geológicos a finales del Neoproterozoico) al norte y el dominio herciniano al aur (incluido Lyon que pertenece, geológicamente, al sur de Bretaña).

### El dominio caledoniano
Constituido por dispersas masas delgadas laminares de la antigua cadena caledoniana constituida por yacimientos de cuerpos rocosos ígneos intrusivos (plutones graníticos) datados del Proterozoico (Perros-Guirec, bahía de Saint-Briue, región de Sartilly, Mayenne), acompañados de sedimentos detríticos y precámbricos (sur de Cotentin, oeste de Calvados, norte de Mayenne, región de Rancé), a los cuales se añadieron los sedimentos paleozoicos, enlazando con los depósitos anteriores (centro de Bretaña, de Douarnenez y de Angers, pasando por Rennes),  que experimentaron un ligero plegamiento durante la orogénesis herciniana. El conjunto fue inyectado, en el Carbonífero con plutones graníticos hercinianos (regiones de Bourbriac, Ploeuc-sur-Lie y Dinan), cortados por una falla de la misma época que se prolonga desde la rada de Brest hasta el Sarthe. 

### El dominio armoricano varisco
Las tierras sud-armoricanas, están constituidas en su mayor parte por granito de origen varisco (antes herciniano), inyectadas a lo largo de una serie de fallas que van, desde el Pico de Raz hasta los  Países del Loira, denominada zona molida sudarmoricana. Algunas zonas sedimentarias, cámbricas, ordovícicas, o silúricas (Belle-Île-en-Mer, costa oeste de Vendée, región al sur de Angers, La Grande Brière) se plegaron o experimentaron fenómenos de metamorfismo durante la orogénesis varisca, formando las rocas sedimentarias paleozoicas de la región.
El zócalo o basamento del macizo estaba compuesto primitivamente por rocas metamórficas de hace unos dos mil millones de años, del que queda algún vestigio en la región de Saint-Brieuc. Durante el Proterozoico, la región estuvo sometida a una gran actividad volcánica y orogénica, la orogénisis caledoniana, y una acumulación masiva de sedimentos (época del Briovérien). El deslizamiento hacia el norte de la placa Aquitana produjo importantes plegamientos.
La fase varisca, comenzada hace unos 330 millones de años, es el origen de los granitos que constituyen el esqueleto de las  montañas más fuertes. Las areniscas del Ordovícico y las lutitas del Silúrico se deslizaron, entonces, hacia los pliegues geosinclinales (partes deprimidas).
Después del ajuste de los plegamientos de la orogénesis egipcia, la erosión del macizo fue produciéndose durante todo el Mesozoico acelerándose en el Paleoceno a causa de un clima subtropical que afectó a las rocas de diferentes formas, según su dureza. Surgió, como resultado de esta erosión, una penillanura rígida, posteriormente afectada por la formación de los Alpes y de los Pirineos, que sufrió una deformación general con un escalonado de fallas.

## Geografía
El macizo Armoricano tiene una extensión de unos 65 000 km² y se extiende por las regiones de Bretaña, Países del Loira y Normandía occidental.
Su relieve en Bretaña presenta dos líneas de crestas:
- la cadena de los montes de Arrée al norte, su punto culminante alcanza los 385 m en el Roc’h Ruz, seguido por los 384 metros del Ménez Dador (señal de Teoussines), y en el Roc’h Trevezel, prolongándose hacia el este por los montes de Mené.

- las montañas Negras al sur, cuyo punto culminante alcanza los 326 m;

las Landas de Lanvaux, y el Sillon de Bretagne que son una continuación de las montañas Negras hasta Nantes.
Los ríos han trazado profundos valles, como el Aulne, Odet, Scorff y el  Aven
Su relieve en Mayenne:
- el monte de los Avaloirs, de 417 m de altitud;
- la cadena de los Coëvrons.

Su relieve en Normandía:
- Señal d’Écouves, en el departamento de Orne, con 413 m de altitud;

Su relieve en Vendée:
- Las Hauteurs de Gâtine en Vendée, con 285 m en el Puy Crapaud.